# ام‌دی‌اف

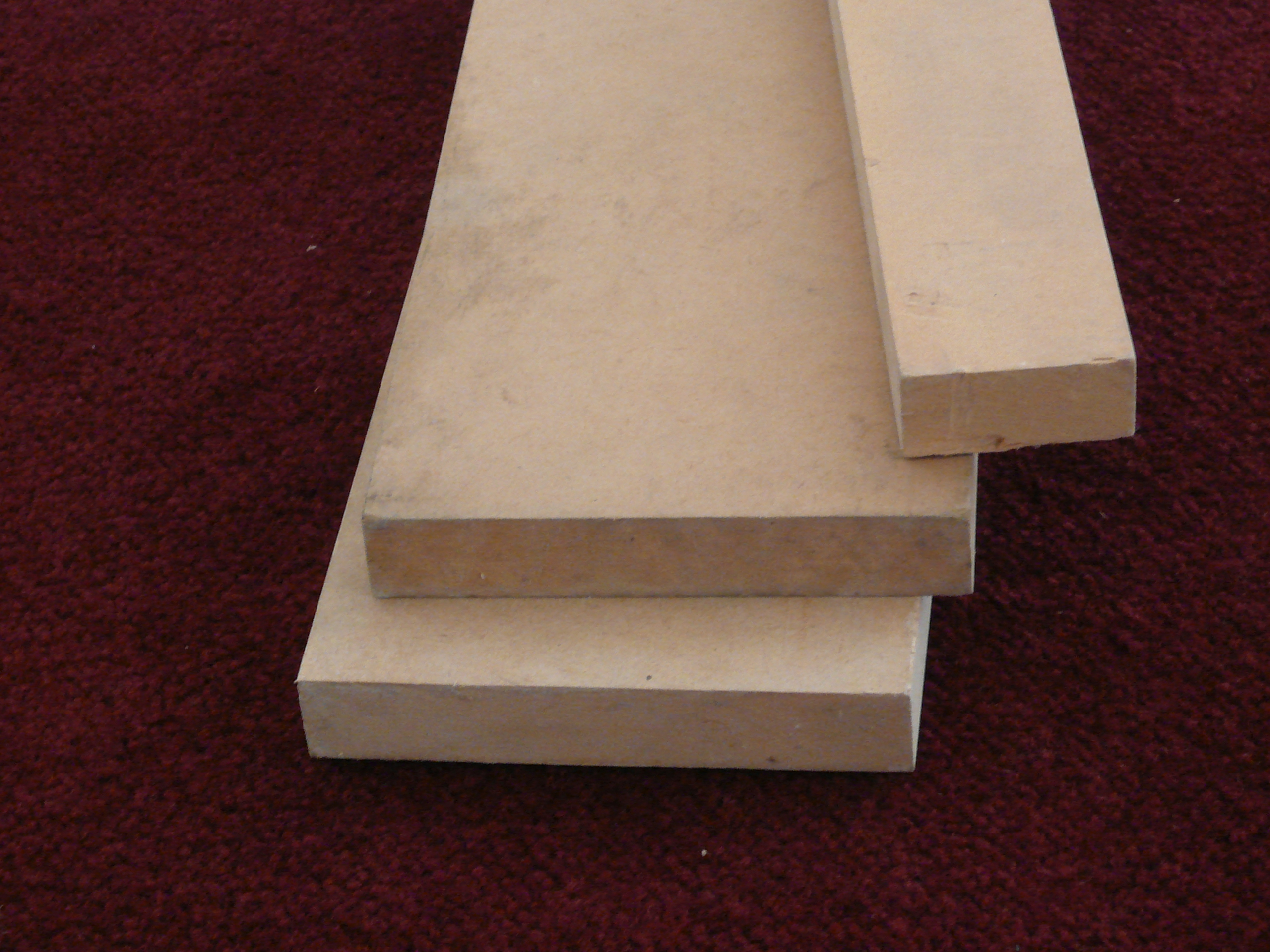
یک نمونه از ام‌دی‌اف

ام‌دی‌اف (به انگلیسی: MDF) مخفف واژهٔ «تخته چوب خرده شده» (به انگلیسی: Medium-density fibreboard) است که جزو فراورده‌های چوبی محسوب می‌شود. ام‌دی‌اف نوعی تخته فیبر است که به روش خشک تولید می‌گردد. چگالی (دانسیتهٔ) آن بین ۶۵۰ تا ۸۰۰ کیلوگرم بر متر مکعب است.
ام‌دی‌اف را پس از تولید می‌توان روکش نمود. روکش‌های تزیینی، علاوه بر زیبایی، به دوام و کاربرد آن در محیط‌هایی مانند آشپزخانه کمک می‌کند. روکش ملامینه متداول‌ترین نوع روکش برای ام‌دی‌اف است که در آن فرایند کاغذ نقش‌دار آغشته به چسب با فشار و حرارت پرِس بر روی تخته چسبانده می‌شود.

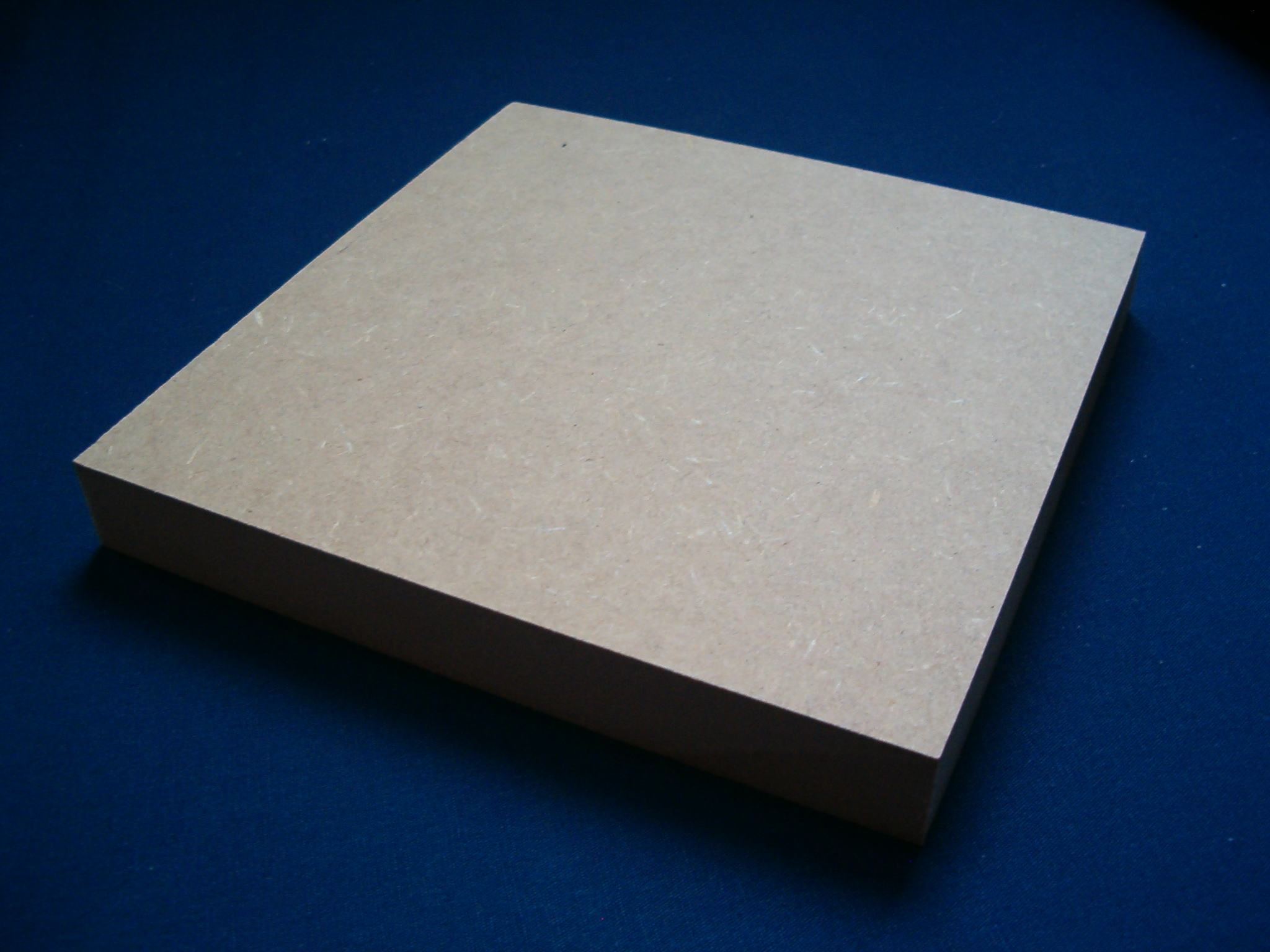
MDF

این محصول ضمن دارا بودن خواص شبیه سایر اوراق فشردهٔ چوبی، دارای برخی خواص برتر نیز هست که باعث ارتقای بازار آن در بین سایر اوراق فشردهٔ چوبی مانند تخته خُرده‌چوب (نئوپان)، تخته‌لایه، تخته فیبر سخت و… شده‌است. درواقع، این محصول ام‌دی‌اف ابتدا به‌عنوان جایگزین اوراق فشردهٔ چوبی مطرح بوده و سپس در کاربردهای جایگزینِ چوب نیز به‌کار رفته‌است. در حال حاضر، دامنهٔ کاربردهای آن روزبه‌روز در حال افزایش است.
ازجمله خصوصیاتی که باعث ایجاد کاربردهای متنوع ام‌دی‌اف شده، عبارتند از:
- خصوصیات فیزیکی و مکانیکی بالا
- دامنهٔ وسیع دانسیته (چگالی = وزن مخصوص)، ضخامت و ابعاد ام‌دی‌اف قابل تولید
- قابلیت ابزارخوری، ماشین‌کاری و سنباده‌زنی
- سطوح صاف و متراکم
- قابلیت شکل‌پذیری و لبه‌های صاف
- عدم وجود معایب چوب
- پروفیل دانسیتهٔ یکنواخت و همگن
- قابلیت انجام روسازی‌های مختلف همچون انواع روکشی‌های چوبی و غیرچوبی، رنگ‌آمیزی و غیره
- پایداری ابعاد و مقاومت در برابر فشرده شدن
- زیبایی ظاهری، طبیعت ملایم و ظریف و حالات شبیه به چوب
- قیمت مناسب

تولید انواع مختلف این محصول در جهان دامنهٔ کاربرد آن را بسیار وسیع کرده‌است. امروزه می‌توان تخته فیبرهای نیمه‌سنگین ام‌دی‌اف بسیار متنوعی ازجمله تخته‌های سه‌لایه یا یکنواخت و همگن، تخته‌های نازک و ضخیم در ابعاد مختلف، تخته‌هایی با فرم آلدئید، کم‌فرم آلدئید یا بدون فرم آلدئید، تخته‌های تبدیل به سایز شده، روکش‌شده، لبه‌چسبانده، نقش‌برجسته، قالب‌گیری‌شده، ابزارخورده، پروفیل‌شده، با دانسیته‌های بسیار متنوع (کم یا زیاد)، مقاوم در برابر رطوبت، آب، آتش، قارچ، حشره و… را در بازارهای جهانی یافت.

## فرایند تولید
ابتدا گرده بینه‌ها یا مقطوعات چوبی در بخش چیپر به صورت چیپس درآمده و سپس چیپس‌ها در ریفاینر دفیبره می‌شوند. الیاف جداشده با چسب مخلوط گردیده و به رطوبت مناسب می‌رسند. مخلوط الیاف و چسب در فرمینگ به صورت کیک درآمده و در پرس فشرده می‌شوند.
تخته‌ها پس از سرد شدن اندازه‌بری شده و بسته‌بندی می‌گردند.

## تاریخچه ام‌دی‌اف در ایران
نیاز بازار از طریق واردات تأمین می‌شد. ام‌دی‌اف وارداتی به هر دو صورت خام و روکش شده می‌باشد و عمدتاً از کشورهای ترکیه، اندونزی، تایلند، روسیه، اسپانیا، ایتالیا، آلمان، اتریش، فنلاند و… وارد می‌شد.
پیشتر در ایران و پس از شروع واردات ام‌دی‌اف به ایران، شرکت‌های بسیاری توانایی روکش کردن نئوپان و ام‌دی‌اف خام را ایجاد کردند. اکثر این شرکت‌ها اقدام به وارد کردن ام‌دی‌اف خام نموده و پس از روکش کردن به بازار عرضه می‌کردند. روکش‌های مصرفی در ایران اغلب از نوع Foil Finish و PVC می‌باشند.
اما در بازار کنونی ایران، برندهای ایرانی زیادی حضور پیدا کرده اند و سهم بیشتری از بازار مصرف را به خود اختصاص داده اند. حتی برخی از تولید کنندگان سهام خود را در بورس عرضه کرده اند.
برخی از برندها مثل پاک‌چوب ، AGT ، گلستان ، فرامید ، پویا و ایزوفام از تولید کنندگان ام‌دی‌اف ایرانی هستند. 
در سال‌های اخیر، دولت برای حمایت از تولیدکننده داخلی سیاست آنتی‌دامپینگ اتخاذ کرده و برای ورود محصولات ساخت ترکیه محدودیت قایل شده‌است.
در سال ۱۳۸۲ مقدار ۱۲۴٬۲۰۱ متر مکعب تخته صنعتی فشرده با جرم مخصوص متوسط وارد شده که نسبت به سال ۱۳۸۱، ۹۶٪ افزایش داشته‌است. از این مقدار واردات، ۵۳٪ به‌صورت خام و ۴۷٪ روکش‌شده بوده‌است. این درحالی است که واردات روکش، ۱۰۷٪ نسبت به سال ۱۳۸۱ افزایش یافته‌است.

## روش‌های استفاده از ام‌دی‌اف (MDF) در صنعت
تخته فیبر نیمه سنگین فارغ از خصوصیات و ویژگی‌های آن (ام‌دی‌اف معمولی یا خاص) در صنعت به صورت‌های خام یا روکش شده‌استفاده می‌شود. موارد کاربرد ام‌دی‌اف به صورت خام اندک بوده و معمولاً در بازار نهایی مصرف کالای ساخته شده از تخته فیبر نیمه‌سنگین، ازام‌دی‌اف روکش‌شده یا رنگ‌شده‌استفاده شده‌است. روش‌های استفاده از تخته فیبر نیمه‌سنگین به‌طور خلاصه در ذیل آمده‌است:
- ورق‌های خام (بدون روکش)
- ورق‌های روکش‌شده و لبه‌های ابزارخورده
- پروفیل‌های روکش‌شده
- چسباندن پروفیل‌های ام‌دی‌اف روی صفحات

## مشخصات فنی ام‌دی‌اف (MDF)
ابعاد ام‌دی‌اف به‌طور معمول عبارتند از (ابعاد به میلی‌متر است):
- ۴۱۰۰×۱۸۳۰
- ۳۶۶۰×۱۸۳۰
- ۲۴۴۰×۱۸۳۰
- ۲۴۴۰×۱۲۲۰

البته اغلب سایزهای وارداتی از ایتالیا ۴۱۰۰×۲۱۰۰ و از کشور اتریش ۲۸۰۰×۲۰۷۰ و ۲۶۰۰×۲۰۷۰ می‌باشند.
ضخامت‌های تولیدی و معمول نیز به‌صورت ۳، ۴، ۶، ۸، ۱۰، ۱۲، ۱۶، ۱۸، ۲۰، ۲۵، ۳۲ و ۳۸ میلی‌متر است. طبق اظهار دبیر انجمن چوب ایران تقاضا برای ام‌دی‌اف به‌طور تخمینی بالغ بر ۱۴۰هزار تُن در سال می‌باشد. در بازار ایران در حال حاضر ابعاد بزرگتر طرفدار بیشتری دارد. با توجه به اینکه ضخامت‌های مختلف هر کدام کاربرد خاص خود را دارند ولی ضخامت‌های کمتر در حد ۳ میلی‌متر که معمولاً برای در سازی استفاده می‌شوند و ضخامت‌های بالاتر در حدود ۱۲، ۱۶ و ۱۸ میلی‌متر از خریدار بیشتری برخوردار است. البته در مورد خریدار جزئی ام‌دی‌اف روکش‌شده رنگ روکش نیز نقش زیادی دارد.

## انواع ام‌دی‌اف با خواص ویژه
به‌طورکلی می‌توان تخته فیبرهای نیمه‌سنگین را ازنظر خواص و ویژگی‌های آن‌ها در دو گروه، تخته فیبر نیمه‌سنگین با خواص معمولی یا خواص ویژه طبقه‌بندی کرد:

تخته‌های صنعتی خاص دارای ویژگی‌هایی علاوه بر مشخصات معمول ام‌دی‌اف هستند که با اِعمال تغییرات در پروسه تولید، با استفاده از چسب‌های مختلف یا مواد افزودنی گوناگون تولید می‌شوند. بعضی از انواع ام‌دی‌اف‌های خاص و موارد استفاده آن‌ها به شرح زیر هستند.

### ام‌دی‌اف نازک (Thin ام‌دی‌اف)
این تخته‌ها به کلاس‌های خیلی نازک mm ۸/۱ تا mm ۵/۲، و از ۵/۲ تا ۶ میلی‌متر و ۴ تا ۶ میلی‌متر تقسیم می‌شوند (استاندارد EN-۶۲۲–۵) که در کاربردهای مختلف مورد استفاده قرار می‌گیرند. از موارد کاربرد عمومی ام‌دی‌اف‌های نازک، کف کشوها، پشت کابینت‌ها، رویهٔ درها و… می‌باشد. تمام روسازی قابل انجام روی ام‌دی‌اف معمولی روی ام‌دی‌اف نازک نیز اجرا می‌شود.
از سایر موارد کاربرد ام‌دی‌اف‌های نازک عبارتند از دیوار کوب‌ها، پوشش‌های سقف، غرفه‌های نمایشگاهی، صنایع اتومبیل سازی، رویه لاستیک زاپاس (یدک) پشت صندلی، رویهٔ در، تولید تخته‌های انحنادار و… می‌باشد.

### ام‌دی‌اف ضخیم (Thick ام‌دی‌اف)
ام‌دی‌اف‌های ضخیم طبق استاندارد EN-۶۲۲–۵ به کلاس‌های ۴۵–۳۰ میلی‌متر و ۶۰–۴۵ میلی‌متر تقسیم شده‌اند و جهت ساخت سازه‌های معماری، ستون‌ها، پایه‌های میز، طاق‌ها، رویه‌کاری (کابینت)، کف نیمکت و کلاً مواردی که صفحات ضخیم و بزرگ با خواص ماشین کاری (به‌ویژه عمیق) مسطح و با سطوح صاف نیاز است، استفاده می‌شوند.

### ام‌دی‌اف با فرمالدئید کم (Low Formaldehyde ام‌دی‌اف-E۱)
مقدار انتشار فرمالدئید ازام‌دی‌اف معمولی بسته به نوع چسب و مقدار آن کمی متفاوت است. انتشار فرمالدئیدام‌دی‌اف نباید بیشتر ازgr100/mg۳۰ باشد (کلاسE2 طبق استانداردEN-۶۲۲–۱) این کلاس ام‌دی‌اف قابل کاربرد در بسیاری از کاربردهای مبلمان و داخل خانه می‌باشد ولی تهویه مناسب در محل استقرار آن‌ها نیز باید وجود داشته باشد تا فرمالدئید را از محیط خارج سازد. اما در بعضی موارد لازم است که ام‌دی‌اف با فرمالدئید کمتر یعنی با حداکثر انتشار فرمالدئید gr100/mg۹ (استاندارد EN-۶۲۲–۱) استفاده شود. اکنون دربازار، ام‌دی‌اف- E2 به‌عنوان ام‌دی‌اف استاندارد معمولی درآمده‌است. ام‌دی‌اف‌های با فرمالدئیدهای کمتر - E1 و بدون فرمالدئید - E0 موجود نمی‌باشد. ام‌دی‌اف با فرمالدئید کم در مکان‌هایی که تهویه به خوبی انجام نمی‌شود، مرطوب و گرم است یا ساکنین آن احتیاجات و درخواست‌های خاص دارند مثل مدرسه‌ها، بیمارستان‌ها و… استفاده می‌شود. همچنین در موزه‌ها و محل‌های نمایش نیز از ام‌دی‌اف کم فرمالدئید جهت کاستن از خوردگی فلزات استفاده می‌کنند.

### مقاوم در برابر رطوبت
تولید ام‌دی‌اف با خاصیت مقاوم در برابر رطوبت بیشتر برای مصارف در رطوبت نسبی محیط حداکثر ۸۰٪ با بهبود چسب اوره فرمالدئید معمولی مورد استفاده در تولید ام‌دی‌اف یا استفاده از یک چسب ضد رطوبت جایگزین امکان‌پذیر است. تمام خصوصیات مثبت ام‌دی‌اف معمولی در این نوع تخته‌ها به اضافه استحکام طولانی‌تر و تغییر ابعاد کمتر در اثر رطوبت موجود است.

طبق استاندارد EN-۶۲۲–۵ دو نوع کلاس برای این‌گونه تخته‌ها وجود دارد. یکی ام‌دی‌اف.H برای استفاده‌های عمومی در محیط مرطوب و دیگری ام‌دی‌اف.HLS که برای استفاده اوراق متحمل بار در محیط مرطوب می‌باشد. موارد استفاده‌ام‌دی‌اف مقاوم در برابر رطوبت عبارتند از مبلمان حمام و دستشویی، کابینت دور ظرفشویی، کف‌پوش‌ها، پنجره‌ها، پله‌ها، پروفیل‌های خاص و…

### مقاوم در برابر خط و خش
ام‌دی‌اف ضد خش ، نوعی ام دی اف با روکش های خاص است که مقاومت بسیار بالایی در برابر سایش ، خط و خش ، و عوامل محیطی دارد. این ویژگی باعث می شود تا محصولات ساخته شده از این نوع ام دی اف ، ظاهری زیبا و ماندگار داشته باشند و در برابر استفاده روزمره مقاوم باشند.
| تبه | نوع ام دی اف             | روکش                   | مقاومت در برابر خط و خش و ساییدگی | کاربردهای رایج                         | مزایا                                                            | معایب                                                   | قیمت تقریبی (نسبی) | شرکت های تولیدکننده برتر                  |
| ۱   | ام دی اف با روکش HPL     | High-Pressure Laminate | بسیار بالا                        | محیط های صنعتی، تجاری، رویه میز، کفپوش | مقاومت بالا در برابر حرارت، رطوبت و مواد شیمیایی، تنوع رنگ و طرح | قیمت بالاتر، نصب پیچیده تر                              | بالا               | آکوا، نوپان                               |
| ۲   | ام دی اف با روکش UV      | Ultraviolet Curing     | بالا                              | کابینت آشپزخانه، مبلمان، درب ها        | سطح براق و یکدست، مقاومت بالا در برابر سایش، تنوع رنگ            | حساسیت به خراش های عمیق، نیاز به تجهیزات خاص برای تولید | متوسط              | نوپان، آکوا                               |
| ۳   | ام دی اف با روکش آکریلیک | آکریلیک                | بالا                              | کابینت آشپزخانه، مبلمان، درب ها        | سطح براق و شفاف، مقاومت خوب در برابر رطوبت، تنوع رنگ             | حساسیت به حرارت بالا، قیمت متوسط                        | متوسط              | آکوا، نوپان                               |
| ۴   | ام دی اف با روکش ملامین  | ملامین                 | متوسط تا بالا                     | مبلمان، قفسه بندی، پارتیشن             | تنوع رنگ و طرح، قیمت مناسب، نصب آسان                             | مقاومت کمتر نسبت به روکش های دیگر، حساسیت به حرارت بالا | پایین              | نوپان، آکوا، بسیاری از تولیدکنندگان داخلی |
| ۵   | ام دی اف با روکش PVC     | پلی وینیل کلراید       | متوسط                             | کابینت آشپزخانه، درب ها، روکش دیوار    | انعطاف پذیری بالا، مقاومت خوب در برابر رطوبت، قیمت مناسب         | حساسیت به حرارت بالا، زرد شدن در طولانی مدت             | پایین              | بسیاری از تولیدکنندگان داخلی              |

### مقاوم در برابر حشرات و قارچ‌ها
برای این منظور می‌توان ام‌دی‌اف‌ها را با پوشش‌های ضد آتش پوشاند یا مواد و نمک‌های خاص ضد آتش تیمار کرد؛ ولی بهترین راه اضافه کردن مواد ضد آتش در حین پروسه تولید است. موارد مصرف این نوع تخته‌ها به‌عنوان مثال: پوشش دیوارها، پارتیشن‌ها، قفسهٔ فروشگاه‌ها و… می‌باشد.

### ام‌دی‌اف با وزن مخصوص بالا (High Density Fiberboard)
ام‌دی‌اف‌های استاندارد معمولی با ضخامت‌های ۱۹–۱۲ میلی‌متر معمولاً دارای دانسیتهٔ kg/m² ۸۰۰–۶۵۰ هستند. دانسیته‌های بالاتر، یعنی بالای ۸۰۰ kg/m² نیز تولید و عرضه می‌شود.

درواقع با اضافه کردن فیبر، چسب و فشار در حین پروسه تولید اوراق سنگین تر تولید می‌شود، افزایش دانسیته قابلیت‌های ماشین کاری و سطح سازی (رنگ، روکش و…) را افزایش می‌دهد و نیز خصوصیات مکانیکی و فیزیکی ام‌دی‌اف نیز بهبود می‌یابد. از موارد استفاده این نوع ام‌دی‌اف‌های سنگین (HDF) عبارتند از کف‌پوش‌ها، پله‌ها، قفسه‌های صنعتی، میز کار و…

### ام‌دی‌اف با وزن مخصوص پائین (Low Density Fiberboard)
LDF با وزن مخصوص kg/m² ۶۵۰–۵۵۰ و ULDF با وزن مخصوص زیر kg/m² ۵۵۰، جهت استفاده در مواردی که وزن کمتر مورد نیاز است و نیازی به استحکام بالا وجود ندارد یا در مواردی که خواص عایق صدا بودن مورد نیاز باشد تولید و عرضه می‌شود. این ام‌دی‌اف‌ها جهت ساخت پروفیل‌های تزئینی معماری، ساخت غرفه‌های نمایشگاهی و کلاً" مواردی که جابجایی با دست مورد نیاز است و نیز حمل و نقل و ابزار خوری سریع مورد نیاز است، کاربرد دارد.

### ام‌دی‌اف با روکش‌های تزئینی (Decorative surfaced ام‌دی‌اف)
مهم‌ترین و غیرقابل تفکیک‌ترین کاربرد یا آماده‌سازی ام‌دی‌اف جهت کاربرد نهایی، روسازی آن و خصوصاً روکش کردن آن می‌باشد. انجام عملیات روکش کردن ام‌دی‌اف امروزه جزو خدمات ضروری تولیدکنندگان ام‌دی‌اف به خریداران می‌باشد به‌طوری‌که معمولاً اکثر کارخانجات بزرگ تولید ام‌دی‌اف دارای خطوط روکشی هم هستند. انواع روکش‌ها شامل روکش‌های چوبی (گونه‌های مختلف)، کاغذی، ملامینه، PVC و… می‌شوند.

### ام‌دی‌اف‌های قالب‌گیری شده
در این روش تخته ام‌دی‌اف به شکل خاصی که در پرس به آن داده می‌شود تولید می‌شوند مانند رویهٔ درهای طرح‌دار و حالت‌دار، یک تکه ام‌دی‌اف یا در کابینت و کشو و پنجره و… این محصولات را می‌توان به‌راحتی روکش نمود (پرِس ممبران) و عرضهٔ بازار مصرف کرد. اخیراً واردات این رویهٔ درها به ایران در حال رونق گرفتن است.

### ام‌دی‌اف‌های قابل انعطاف
به‌وسیلهٔ یک پیش‌تیمار شیمیایی روی ام‌دی‌اف با ترکیبات الکالین، می‌توان به آن خواص پلاستیک (موقتی) و قابلیت انعطاف و شکل‌پذیری را داد

### ام دی اف‌های باکارایی بالا
این نوع معروف به HPL می‌باشند (HIGH PERFORMANCE LEVEL) که دارای سطوح با کارایی بالا بوده و در مقابل خش، سایش و حرارت مقاومت خوبی دارند. ازنظر کلی زیرگروه MDFهای ارتقا یافته بوده و در صنایع کابینت به کار می‌روند.

### ام دی اف ملامینه
ام دی اف ملامینه، از جنس فایبرگلاس بوده که یک روکش مصنوعی از جنس فرمالدئید بر روی کابینت‌های ام دی اف قرار می‌گیرد. این روکش سه نوع مات، براق و سفید کتان داشته و از قیمت بسیار پایینی برخوردار است.

## سازنده مبلمان صفحه‌ای
سازندهٔ مبلمان صفحه‌ای در اصطلاح به نجار یا درودگری گفته می‌شود که به فنون نجاری آگاهی داشته و مراحل کار نجاری متعارف را پشت سر گذاشته و در نهایت به کار با انواع صفحات فشرده چوبی روی آورده و بیشتر حجم کار خود را به ساخت سازه‌هایی از جنس ام‌دی‌اف و مشابه آن‌ها اختصاص داده‌است.
از آنجا که کار با ام دی اف دشواری‌های نجاری سنتی را نداشته و آماده‌سازی چوب قبل از نصب زمان‌بر نیست، بسیاری از نجارها به کار با ام دی اف روی آورده‌اند. ازجمله راحتی‌های کار با ام‌دی‌اف می‌توان به موارد زیر اشاره کرد:
1. وصل کردن قطعه‌ها فقط با پیچ مونتاژ انجام می‌شود و نیازی به استفاده از چسب چوب ندارد.
2. در محل سر وصل قطعه‌ها استفاده از روش وقت گیر و مشکل فاق و زبانه و انواع پیچیده آن وجود ندارد.
3. آماده‌سازی سطح کاربا رنده و سوهان و سبنباده و احیاناً رنگ آمیزی آن مطرح نیست.
4. تنوع در انواع قطعه‌ها و ضخامت هر قطعه وجود نداشته و کار به مصرف چند نوع ورق با قطرهای مشخص محدود گشته‌است.
5. سرعت کار نسبت به روش سنتی بسیار بالا است.
6. تنوع انواع روکش‌های ام‌دی‌اف مشتری‌پسندتر است و زیبایی بیشتری به کار می‌دهد.

گرچه مانند هر موضوع دیگری، کار با ام‌دی‌اف محدودیت‌ها و مشکلاتی نیز دارد که می‌توان به چند مورد آن اشاره نمود:
1. نیاز به اره کار بری با دور بالا و اندازه بزرگ و تجهیزات گران‌قیمت اتصال نوار پی وی سی.
2. در معرض ریزگردها و غبار حاصل از برش ورق ام‌دی‌اف قرار داشتن و عوارض ناشی از تنفس طولانی‌مدت آنها.
3. محدودیت در ساخت کلاف چوبی در موارد نیاز به پایه‌های چوبی منفرد. این مشکل را با بررسی و دیدن کارهای موجود در بازار می‌توان به راحتی متوجه شد. به نحوی که برای مثال ساخت پایه‌های میز ناهارخوری از وضعیت متعارف خارج شده و جای خود را به قوطی‌های توخالی بی‌قواره یا نبشی‌های ورق دوبل حجیم داده‌است.

یک ام‌دی‌اف‌کار قادر است انواع کارهای زیر را تولید کند:
1. کابینت‌سازیِ آشپزخانه و انباری و غیره
2. میز مطالعه و میز ناهارخوری
3. سرویس خواب و سرویس خواب کودک شامل تختخواب یک‌نفره، تختخواب دونفره، کمد کنار تختخواب، میز آرایش (میز توالت)، قاب آیینه
4. قفسه‌بندی
5. کتابخانه در اندازه‌ها و طرح‌های مختلف
6. ساخت طراحیِ فضای داخلی (دکوراسیون)
7. نیمکت
8. جداسازی فضاهای اداری و خانه‌ها (پارتیشن‌بندی).

یک ام‌دی‌اف‌کار برای انجام کار خود به ورق ام دی اف، لوازم کار و یراق مربوط به آن نیاز دارد.
امروزه دیگر هیچ سازهٔ چوبی‌ای وجود ندارد که با ام دی اف قادر به ساخت ان نباشیم. با چسباندن قطعات مختلف ام دی اف به یکدیگر به راحتی می‌توانیم هر شکل و فرمی با آن‌ها بدهیم. درست مانند کاری که با روی چوب انجام می‌دادیم. کار با ام دی اف نیازمند نوآوری و ابتکار بیشتری است و هر روزه در این صنعت شاهد ابداعات و ابتکارات جدیدی هستیم.